# Northern Sun Intercollegiate Conference
La Northern Sun Intercollegiate Conference (NSIC) es una conferencia de la División II de la NCAA, con la sede central en Saint Paul, Minnesota.

## Deportes
Los deportes patrocinados por la NCC son los siguientes:
| - Masculino - Baloncesto - Béisbol - Fútbol americano - Campo a través - Golf - Natación - Lucha libre - Atletismo | - Femenino - Baloncesto - Fútbol - Sóftbol - Campo a través - Golf - Tenis - Natación - Voleibol - Atletismo |

## Miembros

### Miembros actuales
Desde el año académico 2023-24, todos los deportes se juegan en una sola liga, sin divisiones. Antes de eso, el baloncesto masculino y femenino, además del fútbol americano, estaban divididos en Divisiones Norte y Sur.
| Institución                                   | Localización                | Tipo    | Equipo        | Año de unión   |
| --------------------------------------------- | --------------------------- | ------- | ------------- | -------------- |
| Universidad Augustana                         | Sioux Falls, Dakota del Sur | Privada | Vikings       | 2008           |
| Universidad Estatal de Bemidji                | Bemidji, Minnesota          | Pública | Beavers       | 1932           |
| Universidad de Concordia-Saint Paul           | Saint Paul, Minnesota       | Privada | Golden Bears  | 1999           |
| Universidad de Jamestown                      | Jamestown, Dakota del Norte | Privada | Jimmies       | 2025           |
| Universidad de Mary                           | Bismarck, Dakota del Norte  | Privada | Marauders     | 2006           |
| Universidad de Minnesota-Crookston            | Crookston, Minnesota        | Pública | Golden Eagles | 1999           |
| Universidad de Minnesota-Duluth               | Duluth, Minnesota           | Pública | Bulldogs      | 1932 1975 2008 |
| Universidad Estatal de Minnesota-Mankato      | Mankato, Minnesota          | Pública | Mavericks     | 1932 1978 2008 |
| Universidad Estatal de Minnesota Moorhead     | Moorhead, Minnesota         | Pública | Dragons       | 1932           |
| Universidad Estatal de Minot                  | Minot, Dakota del Norte     | Pública | Beavers       | 1932           |
| Universidad Estatal Northern                  | Aberdeen, Dakota del Sur    | Pública | Wolves        | 1978           |
| Universidad Estatal de St. Cloud              | St. Cloud, Minnesota        | Pública | Huskies       | 1932 1978 2008 |
| Universidad de Sioux Falls                    | Sioux Falls, Dakota del Sur | Privada | Cougars       | 2012           |
| Universidad Estatal del Suroeste de Minnesota | Marshall, Minnesota         | Pública | Mustangs      | 1969           |
| Wayne State College                           | Wayne, Nebraska             | Pública | Wildcats      | 1998           |
| Universidad Estatal de Winona                 | Winona, Minnesota           | Pública | Warriors      | 1932           |

- Datos: Q7059007
- Multimedia: Northern Sun Intercollegiate Conference / Q7059007